# ESM1
ESM1 (англ. Endothelial cell specific molecule 1) – білок, який кодується однойменним геном, розташованим у людей на короткому плечі 5-ї хромосоми. Довжина поліпептидного ланцюга білка становить 184 амінокислот, а молекулярна маса — 20 095.
| 10         |  | 20         |  | 30         |  | 40         |  | 50         |
| ---------- |  | ---------- |  | ---------- |  | ---------- |  | ---------- |
| MKSVLLLTTL |  | LVPAHLVAAW |  | SNNYAVDCPQ |  | HCDSSECKSS |  | PRCKRTVLDD |
| CGCCRVCAAG |  | RGETCYRTVS |  | GMDGMKCGPG |  | LRCQPSNGED |  | PFGEEFGICK |
| DCPYGTFGMD |  | CRETCNCQSG |  | ICDRGTGKCL |  | KFPFFQYSVT |  | KSSNRFVSLT |
| EHDMASGDGN |  | IVREEVVKEN |  | AAGSPVMRKW |  | LNPR       |  |            |

A: Аланін

C: Цистеїн

D: Аспарагінова кислота

E: Глутамінова кислота

F: Фенілаланін

G: Гліцин

H: Гістидин

I: Ізолейцин

K: Лізин

L: Лейцин

M: Метіонін

N: Аспарагін

P: Пролін

Q: Глутамін

R: Аргінін

S: Серин

T: Треонін

V: Валін

W: Триптофан

Задіяний у таких біологічних процесах, як ангіогенез, альтернативний сплайсинг. 
Секретований назовні.